# 兖州西站
兖州西站，位于中华人民共和国山东省济宁市兖州区，是京沪铁路、新兖铁路、兖石铁路上的火车站，建于1998年，由济南铁路局兖州车务段管辖。车站于1999年9月2日开通，2010年进行电气化改造。车站东接牛王村站，西连济宁站。车站中心里程位于新兖铁路292km118m处，按技术作业为中间站，按业务性质为货运站，按作业量为三等站；车站设有3条专用铁路，西端与济北矿区东庄集配站，济宁华源热电厂专用线相连接，东端接国际焦化专用铁路。

## 歷史
- 建于1998年。

## 外部連結
- 中国铁路客户服务中心（页面存档备份，存于）